# Pedra das Ferraduras Pintadas
A Pedra das Ferraduras Pintadas é uma rocha granítica com gravuras situada a cerca de 1,5 km a norte da povoação de Benfeitas, freguesia de Destriz, no município de Oliveira de Frades.
Nesta grande laje granítica, ligeiramente inclinada para Nascente, aparece uma numerosa composição gravada em baixo-relevo, com predomínio de sinais em forma de ferradura, e vários conjuntos de pontinhos disseminados por quase toda a superfície.
A laje mede 6,5 metros de comprimento e 3,5 metros de largura, apresenta-se retalhada por fendas e sulcos, alguns dos quais parecem artificialmente feitos, dividindo assim em diversas secções todo o conjunto, já apagado em grande parte pela acção dos agentes atmosféricos.
Aproveitando, entretanto, a ocasião em que o sol está mais baixo sobre o horizonte, nitidamente se podem distinguir os sinais que apresenta, e até mesmo aqueles que, por estarem mais desgastados, com dificuldade se distinguiriam em outras condições.
A gente da localidade diz que estão ali gravados ou pintados, embora não haja indício visível de cores  “(Ali) se encontram os pés de todos os animais que haviam em outro tempo”, sendo também tradição que era naquele rochedo que ” (e onde) as mouras colocavam o ouro ao sol”.
Ao lado, na encosta, há uma nascente de água, a que o vulgo aplica o nome de Fonte dos Mouros; e, em volta da laje, aparecem ainda vários sinais sobretudo cruciformes, noutros penedos, que por vezes apresentam também entalhes diversos e fosseis.